# Daniel Holgado
Daniel Holgado Miralles (narozen 27. dubna 2005) je španělský motocyklový závodník aktuálně závodící v mistrovství světa silničních motocyklů v kategorii Moto3.
V roce 2021 získal titul v juniorském mistrovství světa FIM CEV Moto3.

## Kariéra

### Začátky
Holgado vyhrál s týmem Aspar Junior Team juniorské mistrovství světa FIM CEV Moto3 2021 se ziskem 208 bodů. V roce 2021 také debutoval v mistrovství světa silničních motocyklů Moto3 na motocyklové Velké ceně Katalánska silničních motocyklů 2021, kde nahradil Maximiliana Koflera kvůli zlomenině obratle. Později v sezóně byl najat týmem Red Bull KTM Tech3 pro Velké ceny Emilia Romagňa a Algarve, kde nahradil Denize Öncü, který dostal zákaz startu ve dvou závodech za způsobení incidentu s účastí více jezdců při Velké ceně USA.

### Mistrovství světa silničních motocyklů Moto3

#### Red Bull KTM Ajo (2022)
V sezóně 2022 měl Holgado původně debutovat v týmu Red Bull KTM Tech3, kde měl spolupracovat s Denizem Öncü. Následně však bylo oznámeno, že se Holgado vrátí do týmu Red Bull KTM Ajo, kde se stal týmovým kolegou Jaumem Masiou. V sezóně získal první pódium v Moto3 a to konkrétně třetí misto na Velké ceně Aragonie. V celkovém pořádí skončil na desátém místě se 103 body.

#### Red Bull KTM Tech3 (2023)
Pro sezónu 2023 Holgado přestoupil do týmu Red Bull KTM Tech3, kde jel po boku Filippe Farioliho. Své premiérové vítězství získal hned při první Velké ceně v Protugalsku. V průběhu roku získal ještě další dvě vítězství a to v Itálii a Francii. Rok dokončil na 5. místě s 220 body na kontě.

#### Red Bull Gas Gas Tech3 (2024)
Pro rok 2024 tým Tech3 přestoupil na motocykl Gas Gas. Jezdeckou sestavu tvoří Holgado a jeho týmovým kolegou je nováček Jacob Roulstone.

## Statistiky

### European Talent Cup

#### Závody dle sezóny
| Rok  | Motocykl | 1        | 2       | 3      | 4        | 5      | 6       | 7       | 8      | 9      | 10    | 11    | Poz. | Body |
| ---- | -------- | -------- | ------- | ------ | -------- | ------ | ------- | ------- | ------ | ------ | ----- | ----- | ---- | ---- |
| 2018 | Honda    | EST1 Ret | EST2 12 | VAL1 3 | VAL2 DSQ | CAT 16 | ARA1 25 | ARA2 19 | JER1 9 | JER2 7 | ALB 7 | VAL 6 | 55   | 11.  |

### Red Bull MotoGP Rookies Cup

#### Závody dle sezóny
| Rok  | 1      | 2      | 3      | 4        | 5      | 6        | 7        | 8        | 9       | 10     | 11       | 12     | 13     | 14     | Poz. | Body |
| ---- | ------ | ------ | ------ | -------- | ------ | -------- | -------- | -------- | ------- | ------ | -------- | ------ | ------ | ------ | ---- | ---- |
| 2020 | RBR1 3 | RBR1 3 | RBR2 2 | RBR2 Ret | ARA1 2 | ARA1 Ret | ARA2 Ret | ARA2 4   | VAL1 13 | VAL1 1 | VAL2 Ret | VAL2 2 |        |        | 5.   | 133  |
| 2021 | POR1 4 | POR2 2 | SPA1 4 | SPA2 1   | MUG1 6 | MUG2 4   | GER1 4   | GER2 Ret | RBR1 9  | RBR2 7 | RBR3 4   | RBR4 7 | ARA1 1 | ARA2 2 | 3.   | 190  |

### FIM CEV Moto3 Junior World Championship

#### Závody dle sezóny
| Rok  | Motocykl | 1     | 2      | 3      | 4      | 5        | 6        | 7       | 8      | 9        | 10      | 11      | 12     | Poz. | Body |
| ---- | -------- | ----- | ------ | ------ | ------ | -------- | -------- | ------- | ------ | -------- | ------- | ------- | ------ | ---- | ---- |
| 2019 | Honda    | JER1  | JER2 4 | MUG 3  | ASS1 4 | ASS2 5   | SAC1 Ret | SAC2 12 | RBR1 6 | RBR2 Ret | MIS 2   | ARA1 13 | ARA2 5 | 6.   | 101  |
| 2020 | KTM      | EST 5 | POR 4  | JER1 2 | JER2 4 | JER3 Ret | ARA1 Ret | ARA2 4  | ARA3 4 | VAL1 3   | VAL2 4  | VAL3 4  |        | 5.   | 125  |
| 2021 | Gas Gas  | EST 1 | VAL1 1 | VAL2 1 | CAT1 4 | CAT2 1   | POR 2    | ARA 3   | JER1 5 | JER2 3   | RSM Ret | VAL3 9  | VAL4 1 | 1.   | 208  |

### Mistrovství světa silničních motocyklů

#### Závody dle sezóny
| Rok  | Třída | Motocykl | 1      | 2     | 3     | 4       | 5       | 6     | 7      | 8       | 9       | 10    | 11     | 12     | 13    | 14    | 15     | 16      | 17     | 18      | 19    | 20     | 21  | Poz. | Body |
| ---- | ----- | -------- | ------ | ----- | ----- | ------- | ------- | ----- | ------ | ------- | ------- | ----- | ------ | ------ | ----- | ----- | ------ | ------- | ------ | ------- | ----- | ------ | --- | ---- | ---- |
| 2021 | Moto3 | KTM      | QAT    | DOH   | POR   | SPA     | FRA     | ITA   | CAT 15 | GER     | NED     | STY   | AUT    | GBR    | ARA   | RSM   | AME    | EMI 20  | ALR 13 | VAL     |       |        |     | 28.  | 4    |
| 2022 | Moto3 | KTM      | QAT 16 | INA 9 | ARG 7 | AME Ret | POR Ret | SPA 9 | FRA 11 | ITA Ret | CAT Ret | GER 6 | NED 6  | GBR NC | AUT 8 | RSM 5 | ARA 3  | JPN Ret | THA 11 | AUS Ret | MAL 7 | VAL 10 |     | 10.  | 103  |
| 2023 | Moto3 | KTM      | POR 1  | ARG 4 | AME 5 | SPA 6   | FRA 1   | ITA 1 | GER 3  | NED 25  | GBR 3   | AUT 2 | CAT 20 | RSM 16 | IND 4 | JPN 3 | INA 14 | AUS 13  | THA 6  | MAL Ret | QAT 9 | VAL 8  |     | 5.   | 220  |
| 2024 | Moto3 | GasGas   | QAT 2  | POR 1 | AME 2 | SPA 7   | FRA 2   | CAT   | ITA    | KAZ     | NED     | GER   | GBR    | AUT    | CAT   | RSM   | IND    | INA     | JPN    | AUS     | THA   | MAL    | VAL | 1.*  | 94*  |

*Aktuální sezóna